# 小野源蔵
小野 源蔵（おの げんぞう、1889年8月10日 - 1957年3月30日）は、日本の教育者、教育評論家。『新教育論』を著した。
秋田県富津内村（後の秋田県五城目町富津内）の畠山家に生まれる。生家は田畑や山林を持つ裕福な家柄であった。5歳のときに親戚である五城目町の畠山家に養子に出されたが、養父母になじめず、ほどなく生家に戻る。
聡明な子供であったため、父は1年早く源蔵を中津又尋常小学校（後の富津内小学校）に入れた。4年間の尋常小学校を卒業するころには将来教師になるという夢を抱き、高等科のある五城目小学校に進む。高等科で4年間学んだのち、同小学校内に設けられていた南秋田郡立准教員準備場に入学、年限1年の準備場を卒業して、師範学校受験資格と小学校准教員資格を得た。
16歳で五城目小学校の代用教員になったが、向学心に燃えていた源蔵はさらに1906年には秋田師範学校本科に入学した。このころから号として「花城（かじょう）」を名乗るようになり、のちには「花城先生」と呼ばれて慕われるようになった。
1910年に師範学校を首席で卒業し、20歳のときに訓導として男鹿市の増川小学校に赴く。翌年には秋田市の秋田市立中通小学校に転任。間もなく小野節世と結婚して姓が小野に改まる。
1913年、24歳のときに単身上京し、東京高等師範学校体操専修科に入り直した。卒業後は一時山形県内の中学校に勤めたのち、1920年には東京帝国大学附属図書館の司書として働き始めた。このときは妻子も帯同していた。1940年、51歳のときには日本赤十字社の赤十字社博物館で学芸員として働く。
のちに『新教育論』を著し、子供がみずから学ぼうとする意欲を育み、個性を伸ばす教育の重要性を説いた。全国的な読書調査を行って、その結果を基に読書指導するという手法も考案した。東京時代の源蔵は、秋田県人会の幹事を務め、秋田県出身者のまとめ役に徹した。特に源蔵を慕う同郷の教育関係者が多く集まり、源蔵の家では教育問題を論じ合う「秋田教育倶楽部」の会合が長く続けられた。1948年には戦後の秋田県の教育の立て直しを図る人々に請われて郷里に戻り、秋田市の秋田女子実業学校（後の国学館高等学校）の校長、専務理事になった。

## 参考資料
1. 1 2 3 4 5 6 7  五城目町教育委員会 編『すばらしい先輩たち 第1集』